# Politisches System Chiles
Das politische System des südamerikanischen Landes Chile war bis ins Jahr 2005 geprägt durch die Diktatur von Augusto Pinochet in den 1970er und 1980er Jahren; die Verfassung von 1980, die noch heute gültig ist, wurde unter ihm beschlossen. Erst die Verfassungsreform von 2005 hat die letzten Überreste der Militärdiktatur in Chile beseitigt.

## Staatssystem heute
Chile ist eine Präsidialrepublik. Die Verfassung, die die Militärregierung erarbeitete, stammt aus dem Jahre 1980 und wurde in einer unter großem Druck stattgefundenen und nicht demokratischen Kriterien entsprechenden Volksabstimmung mit 67 % angenommen. Am 16. August 2005 änderte das chilenische Parlament nochmals die Verfassung in wichtigen Punkten, die durch Pinochet hinzugefügt worden waren.

### Exekutive

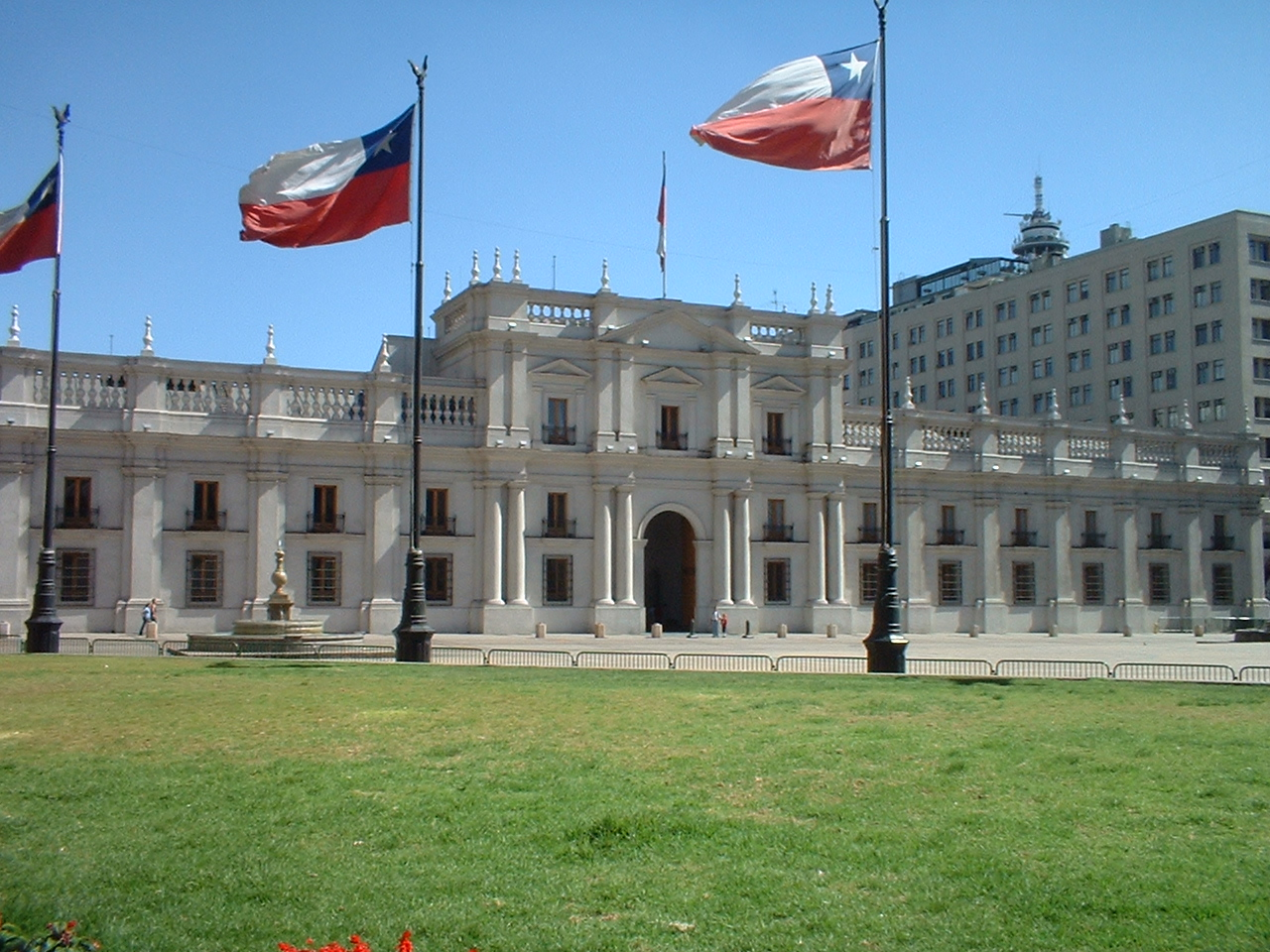
Palacio de la Moneda, Sitz des chilenischen Präsidenten

Der Präsident, nach US-amerikanischem Vorbild zugleich Regierungschef, wird für eine 4 Jahre andauernde Amtszeit gewählt. Die Dauer der Amtszeit wurde in der Verfassung von 1980 von 6 auf 8 Jahre verlängert und nach Ende der Diktatur mehrmals geändert (2005 auf vier Jahre). Der Präsident kann zwar mehrere Amtszeiten absolvieren, jedoch nicht direkt hintereinander.
Er ernennt die Minister (Ministros de Estado, 2005: 18 Minister) und Subsekretäre (vergleichbar mit Staatssekretären; 2005: 30) sowie die Regional-Intendanten (einen für die Hauptstadtregion und je einen für die Regionen) und Provinzgouverneure (je Provinz einer). Er kann innerhalb eines durch die Verfassung festgelegten Rahmens Dekrete erlassen, die Gesetzeskraft haben. Zudem kann er zwei so genannte „Institutionelle Senatoren“ sowie die obersten Befehlshaber der Teilstreitkräfte ernennen. Mehr Informationen hierzu unter Senat (Chile).

### Legislative

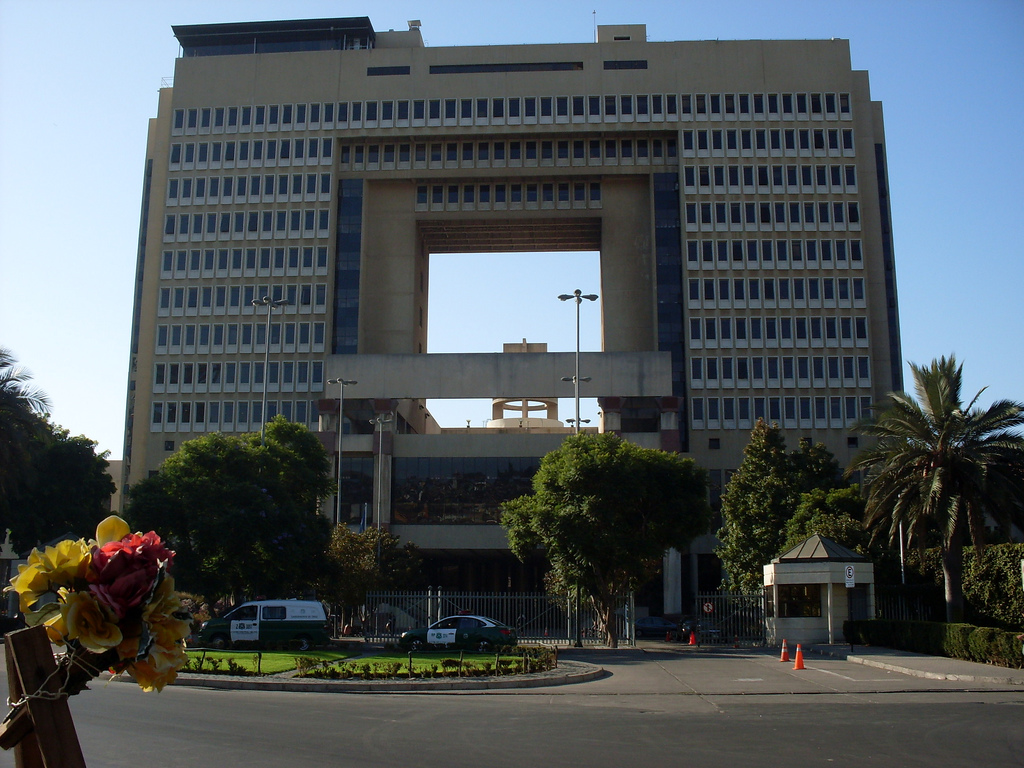
Nationalkongress

Die Legislative (Congreso Nacional) besteht aus zwei Kammern. Der erste chilenische Kongress wurde am 4. Juli 1811 durch Beschluss (1810) der Regierungs-Junta gebildet.
Die Abgeordnetenkammer (Cámara de Diputados) besteht aus 155 durch direkte Wahl ermittelten Abgeordneten. Das ganze Land wird in 25 Wahlkreise eingeteilt, in denen alle vier Jahre jeweils fünf Abgeordnete gewählt werden.
Der Senat (Senado) umfasst nur 50 gewählte Mitglieder.

### Judikative

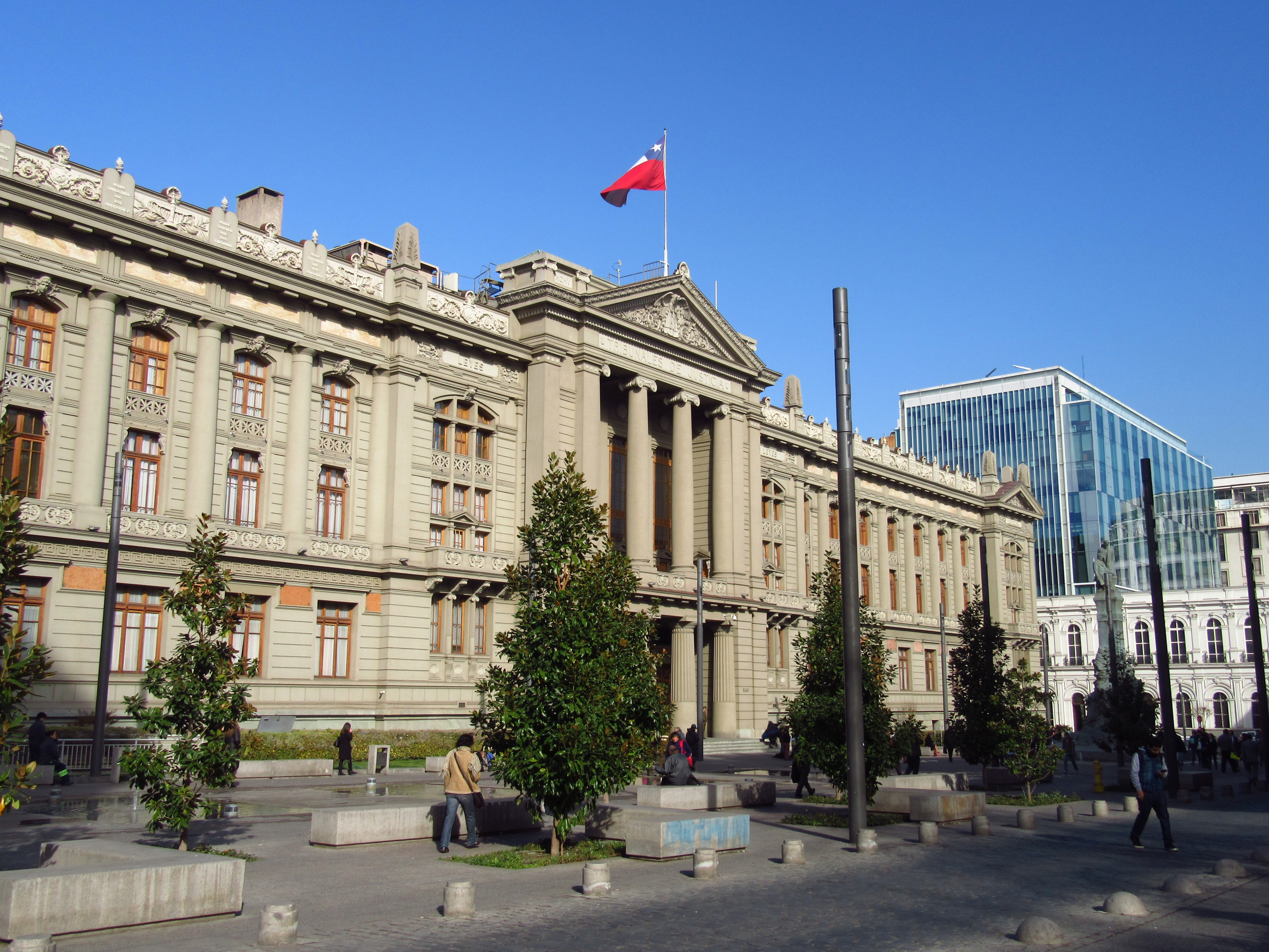
Justizpalast in Santiago: Sitz des Obersten Gerichtshofes und des Obersten Berufungsgerichtes

Der Oberste Gerichtshof (Corte Suprema de Justicia) ist ein Kollegialgericht mit 21 Richtern. Es ist die höchste richterliche Gewalt in Chile. Die Richter werden von den Richtern des Obersten Gerichts vorgeschlagen und vom Präsidenten auf Lebenszeit ernannt. Das Verfassungsgericht kann undemokratische Parteien verbieten lassen. Unter dem Obersten Gerichtshof ist das Appellationsgericht angesiedelt. Zusätzlich gibt es 17 Berufungsgerichte in Chile.
Die chilenische Strafjustiz wird derzeit schrittweise modernisiert. Durch eine Justizreform sollen die Aufgaben des Anklägers (Staatsanwalt) und des Richters getrennt werden und in einer öffentlichen mündlichen Verhandlung statt wie bisher in einem schriftlichen Verfahren verhandelt werden. Angeklagte mit geringem Einkommen können einen staatlichen Pflichtverteidiger in Anspruch nehmen. Für dieses neue Justizsystem müssen 300 neue Gerichtsgebäude in zahlreichen chilenischen Städten gebaut werden.

## Geschichte der Verfassung
Seit 1833 wird Chile durchgehend demokratisch regiert, abgesehen von wenigen Monaten kurzlebiger diktatorischen Regimes und der Diktatur Pinochets von 1973 bis 1990. Außer während der so genannten „Parlamentarischen Republik“ von 1891 bis 1925 wurde das Land immer durch ein präsidentielles System regiert.

### Bis 1973

#### Alte Verfassungen
Liste der Verfassungen Chiles bis heute
- Reglamento para el arreglo de la Autoridad Ejecutiva Provisoria de Chile 1811
- Reglamento Constitucional 1812
- Reglamento para el gobierno Provisorio 1814
- Constitución de 1818
- Constitución de 1822
- Constitución de 1823
- Constitución de 1828
- Constitución de 1833
- Constitución de 1925
- Constitución de 1980

#### Reform unter Frei 1970
Unter dem populistischen Präsidenten Arturo Alessandri setzte der linksautoritäre Putschist und spätere Präsident Oberst Carlos Ibáñez 1925 die Annahme einer neuen Verfassung durch, mit der die seit dem Sieg der Kongresspartei im chilenischen Bürgerkrieg von 1891 andauernde Phase der sogenannten „Parlamentarischen Republik“ beendet und wieder eine präsidentielle Demokratie eingeführt wurde. Unter Präsident Eduardo Frei Montalva wurde 1970 eine Verfassungsreform verabschiedet, die die Machtfülle des Präsidenten weiter ausbaute. Nach einer Vergleichsstudie von Carey/Shugart (1992) war die chilenische Verfassung unter 44 Präsidialverfassungen diejenige, die dem Präsidenten die meisten Befugnisse gab (mehr als die in der Diktatur entstandene Verfassung von 1980). Besonders in Bereichen der Gesetzgebung und des Staatshaushaltes war der Einfluss des Kongresses stark beschnitten.

### Verfassung von 1980

#### Ziele
Das diktatorische Regime wollte seine Herrschaft nach innen und außen legitimieren. Außerdem sollte eine institutionalisierte Machtverteilung zwischen den anderen Generälen und Pinochet gefunden werden. Weiter sollte der Übergang zu einer Demokratie festgelegt werden, diese Transition weit in die Zukunft geschoben werden und auch nach einem Übergang die Vormachtstellung der Militärs und die Etablierung einer radikal marktorientierten Wirtschaftsform sichergestellt werden. Andererseits sollte ein machtvoller und unabhängig agierender Präsident wie Allende (unter Freis Verfassung von 1970) verhindert werden.

#### Ausarbeitung
Schon im Oktober 1978 wurde von einer Kommission (Comisión de Estudios de la Nueva Constitución) ein Verfassungsentwurf vorgelegt. Maßgeblicher Verfasser des Entwurfs war der Studentenführer und Regierungsberater Jaime Guzmán, der spätere Gründer der Rechtspartei UDI, der den Text gemeinsam mit dem konservativen Ex-Präsidenten Jorge Alessandri und dem Pinochet-Minister Sergio Fernández ausarbeitete. Der Entwurf wurde von Pinochet und seiner Militärjunta nochmals abgeändert. In einer demokratischen Kriterien nicht genügenden Abstimmung wurde die Verfassung im September 1980 angenommen. Es gab keine Wahlregister (diese waren 1973 von den Militärs vernichtet worden), keinen alternativen Verfassungsvorschlag, keine freien Medien, sieben Jahre massive Repression (die zur Ermordung, Auswanderung oder Einschüchterung aller Opposition geführt hatte) und auch Indizien für Manipulation. Augusto Pinochet konnte auf der Basis der neuen Verfassung bis 1989 als Staatspräsident im Amt bleiben.

#### Die Exekutive
Chile besitzt eine extrem starke Stellung des Präsidenten. Besonders die „reaktiven“, also Status-quo-verteidigenden Rechte sind umfassend, während „proaktive“, also ändernde Rechte schwächer ausgeprägt sind.
Der Präsident wird in direkter Wahl mit absoluter Mehrheit (also u. U. mit Stichwahl) gewählt. Er ernennt die Minister, die nur ihm und nicht dem Parlament verantwortlich sind. Der Präsident kann durch eine Zweidrittelmehrheit (nur) des Senats des Amtes enthoben werden, Minister mit einfacher Mehrheit. Der Präsident hat zwar keine Dekretsbefugnis (also Gesetze ohne Parlamentszustimmung), allerdings breite Bereiche, in denen er das exklusive Recht für Gesetzesinitiativen besitzt, etwa Finanzpolitik des Staates, Mindestlöhne, soziale Sicherungssysteme. Beim Staatshaushalt sind die Rechte des Präsidenten noch umfassender. Das Parlament hat nur 60 Tage Zeit, den Budgetvorschlag zu beraten und kann außerdem keine Ausgabenerhöhung beschließen. Alle Ausgabengesetze müssen die Finanzierungsquellen nennen. Im Gesetzgebungsverfahren kann der Präsident verschiedene Stufen der Dringlichkeit (mit Beratungsfristen von 60, 10 und 3 Tagen) anordnen, die allerdings häufig vom Parlament missachtet werden. Legt der Präsident sein Veto gegen Gesetze ein, kann er durch eine 2/3-Mehrheit beider Kammern überstimmt werden.

#### Das Militär
Der nationale Sicherheitsrat von Chile (Consejo de Seguridad Nacional de Chile, COSENA) war ein Instrument, mit dem die Militärführung aktiv in die Politik eingreifen konnte. Er entschied über wichtige Fragen, etwa die Entlassung von Generälen oder die Ausrufung des Ausnahmezustandes und war ein zentrales Organ Chiles. Er setzte sich zusammen aus
- den vier Oberbefehlshabern der Streitkräftegattungen
- dem Präsidenten
- dem Senatspräsidenten
- dem Präsidenten des obersten Gerichtshofes

Schon seit dem „Kupfergesetz“ (ley 13.196) von 1958 erhalten die chilenischen Streitkräfte direkte Einkünfte aus dem Kupferbergbau. Ein LOC Pinochets legt fest, dass 10 % der Exporterlöse des staatlichen Kupferkonzerns CODELCO (in US-Dollar) für Investitionen des Militärs bereitstehen. Außerdem wurde für den Verteidigungshaushalt eine Mindesthöhe auf Basis des (inflationsbereinigten) Budgets von 1989 festgeschrieben. Bei einem (befürchteten) ökonomischen Niedergang wären die Militärs relativ immer mächtiger geworden.
Die Carabineros de Chile (Polizei) sind als vierte Gattung der Streitkräfte (neben Armee, Luftwaffe und Marine) im Verteidigungsministerium angesiedelt.

#### Die Legislative
Chile verfügt über ein Zwei-Kammer-Parlament mit Abgeordnetenhaus und Senat. Die Abgeordneten werden alle vier Jahre in 60 Wahlkreisen nach dem binomialen Wahlsystem gewählt, was die oppositionelle Rechte begünstigt. Der Senat setzt sich aus 26 gewählten (2 aus jeder Region, die alle vier Jahre zu Hälfte gewählt werden) und neun ernannten Senatoren zusammen, nämlich
- vier ehemalige Oberbefehlshaber, ernannt von ihren jeweiligen Streitkräftegattungen
- zwei vom Präsidenten ernannte Mitglieder: ein ehemaliger Minister und ein ehemaliger Universitätsrektor
- drei vom Obersten Gerichtshof ernannte Mitglieder: zwei ehemalige oberste Richter und ein ehemaliger oberster Kontrolleur
- zusätzlich auf Lebenszeit: alle Präsidenten mit mehr als sechs Jahren Amtszeit

Die Kontrolle der Exekutive obliegt alleine dem Abgeordnetenhaus, das Anfragen an Regierungsmitglieder stellen kann, die zwar beantwortet werden müssen, ohne aber die Politik zu ändern. Bei der Gestaltung der Politik und der Gesetzgebung ist das chilenische Parlament außerordentlich schwach, wobei beide Kamern stark symmetrische Kompetenzen haben (bikamerales System). So gehen 87 % der in den 1990er Jahren verabschiedeten Gesetze auf Initiativen des Präsidenten zurück, obwohl jeder Abgeordnete und Senator Gesetzesvorschläge einbringen kann (zu Ausnahmen siehe: Exekutive).

#### Leyes Orgánicas Constitucionales
Die Leyes Orgánicas Constitucionales (LOC), auf Deutsch etwa Verfassungsorgangesetze, sind sozusagen eine „Verfassung zweiter Klasse“. Sie sind nicht Bestandteil der Verfassung, regeln aber zentrale Politikbereiche, etwa Zentralbank, Verfassungsgericht, Wahlrecht, Polizei und Militär. Außerdem gelten für sie erhöhte Hürden für die Änderung (4/7 der Mitglieder beider Parlamentskammern).

### Reform 1989

#### Rahmen der Verhandlungen
Die Verhandlungen zu den Verfassungsänderungen von 1989 fanden in spannungsreichem Umfeld statt, nämlich zwischen dem von Pinochet verlorenen Referendum im Oktober 1989 und den ersten freien Präsidentschaftswahlen mehr als ein Jahr später. Schon am 14. Oktober 1989 – Tage nach dem verlorenen Referendum – stellte Pinochet seinen Machtanspruch klar: „si tocan a uno solo de mis hombres, se acaba el estado de derecho,“ („Wenn sie auch nur einen meiner Männer anrühren, ist der Rechtsstaat beendet.“). Die Opposition stand vor dem Dilemma, einerseits den Demokratisierungsprozess nicht zu gefährden, und andererseits durch eine Zustimmung zu den Reformen die oktroyierte Verfassung der Militärs zumindest scheinbar zu legitimieren.

#### Änderungen
- Die Amtszeit des Präsidenten wird von acht auf sechs Jahre verkürzt, allerdings soll der erste demokratische Präsident schon nach vier Jahren abtreten.
- Das Verbot von klassenkämpferischen Doktrinen wird aufgehoben, dafür werden Vereinigungen verboten, die sich gegen die demokratische Ordnung richten. Gewalttätige und nach Totalitarismus strebende Gruppen bleiben verboten.
- Notstandskompetenzen des Präsidenten werden eingeschränkt (etwa das Recht auf Verweisung außer Landes aufgehoben).
- Die Zahl der gewählten Senatoren wird von 26 auf 38 erhöht.
- Der Präsident darf das Parlament nicht mehr auflösen.
- Im Nationalen Sicherheitsrat (COSENA) sitzen nun vier (statt drei) Zivilisten (und weiterhin vier Militärs).
- Die Schwelle für Verfassungsreformen wird etwas gesenkt.

### Änderungen unter demokratischen Regierungen (1990–2003)
- 1. April 1991 (Gesetz 19.055): Artikel 9 (Änderung der Amnestieregeln)
- 12. November 1991 (Gesetz 19.097): Artikel 3 und 32.9 (Verwaltungsreform: Demokratisierung der Gemeinde, Direktwahl der Bürgermeister)
- 4. April 1994 (Gesetz 19.295): Artikel 25 (Amtszeit des Präsidenten wird auf sechs Jahre festgeschrieben)
- 16. September 1997 (Gesetz 19.519): Artikel 19.3, 32.14, 49.8 y 9, 54, 73, 75 und 78
- 17. November 1997 (Gesetz 19.526): Artikel 62.2, 107, 109 und 110 (Kommunalreform)
- 22. Dezember 1997 (Gesetz 19.541): Artikel 32.14, 49.9, 75, 77.4, 79.2 und 81 (Justizreform: Änderung am Obersten Gerichtshof)
- 14. Januar 1999 (Gesetz 19.597): Artikel 74
- 16. Juni 1999 (Gesetz 19.611): Artikel 1 und 19 (Rechtliche Gleichstellung von Mann und Frau)
- 2. Oktober 1999 (Gesetz 19.634): Artikel 19.10 (Anerkennung von Kindergartenbildung)
- 4. November 1999 (Gesetz 19.643): Artikel 26, 27 und 84
- 29. April 2000 (Gesetz 19.671): Artikel 117 (Vereinigung beider Parlamentskammern für Verfassungsänderungen)
- 28. April 2000 (Gesetz 19.672): Artikel 30 (Status der ehemaligen Präsidenten)
- 25. August 2001 (Gesetz 19.742): Artikel 19.12 und 19.25 (Abschaffung der Zensur für das Kino und Schaffung des Rechts auf freie künstlerische Äußerung)
- 22. Mai 2003 (Gesetz 19.876): Artikel ??? (Medienunterricht)

### Verfassung von 2005
Mit dem Gesetz 20.050 vom 26. August 2005 wurde die Verfassung an 58 Stellen geändert. Dabei wurden wichtige Fortschritte erzielt, um den Einfluss der Militärs auf die Politik zu begrenzen und undemokratische Elemente der Legislative zu beseitigen. Die wichtigsten Neuerungen betreffen:
- das Verfassungsgericht wird von 7 auf 10 Richter erweitert, die alle von Präsident, Senat oder Oberstem Gerichtshof ernannt werden; keiner von Armee oder COSENA.
- Abschaffung der ernannten Senatoren: Bisher werden etwa Repräsentanten der vier Teile der Armee und Ex-Präsidenten automatisch Senatoren. So sind neben den 38 gewählten auch neun nicht gewählte im Senat. Dies wird mit der Verfassungsänderung abgeschafft.
- Verkürzung der Amtszeit des Präsidenten von sechs auf vier Jahre. Motiv war unter anderem, dass nun die Parlaments- und Präsidentschaftswahlen gleichzeitig abgehalten werden können, um zum Präsidenten oppositionelle Mehrheiten im Parlament möglichst zu vermeiden.
- Senkung des Mindestalters für Präsidenten und Senatoren von 40 auf 35 Jahre.
- Absetzung von Generälen: Der Präsident kann nun autonom die Oberkommandierenden der vier Teilstreitkräfte absetzen und muss nicht mehr die Zustimmung des COSENA (Nationaler Sicherheitsrat) einholen, in dem die Oberkommandierenden selber vertreten sind.
- COSENA: Der Sicherheitsrat kann nur noch vom Präsidenten einberufen werden und wurde um zivile Mitglieder erweitert (so dass die Militärs jetzt in der Minderheit sind).
- Offiziere dürfen nicht mehr für den Kongress kandidieren.
- der Oberste Gerichtshof hat nun auch im Kriegszustand die oberste Rechtsprechungsgewalt über die Militärgerichte.
- Artikel 90 schreibt nicht mehr die Rolle des Militärs als „Wächter der Verfassung“ fest
- Wahlsystem: Das binomiale Wahlsystem Chiles wird zwar nicht abgeschafft, ist aber nun nicht mehr in der (nur schwer zu ändernden) Verfassung festgeschrieben, sondern im Ley orgánico constitucional, welches immer noch relativ schwer zu reformieren ist (60 % statt 2/3-Mehrheit in beiden Kammern).
- Nationalität: Wer als Kind von Chilenen im Ausland geboren wird, ist nun automatisch Chilene, nicht erst nach eineinhalb Jahren Wohnsitz in Chile.

## Politische Parteien
Traditionell haben Parteien in Südamerika eine geringere Bedeutung im Prozess der politischen Meinungsbildung als in Europa. Als Gründe werden die vorwiegend präsidentiellen Regierungssysteme, der Caudillismo, die wirtschaftliche Ungleichheit oder auch das geringe demokratische Bewusstsein der politischen Klasse genannt. Die Parteienlandschaft Chiles nimmt hier eine Sonderrolle ein, denn bis zum Putsch Pinochets spielten Parteien in diesem Land eine wichtige Rolle im politischen System. Schon mit dem Sieg der parlamentarischen Kräfte im Bürgerkrieg von 1891 war einem strikten Präsidentialismus eine Absage erteilt worden. Diese Tendenz setzte sich auch nach den späteren Verfassungsänderungen, die das präsidentielle System wiederherstellten, fort. Einen absoluten Bruch stellte die Zeit der Diktatur ab 1973 dar. Mit der erneuten Zulassung von Parteien begann 1987 eine völlig neue Epoche der chilenischen Parteiengeschichte.

### Dreiteilung des Parteienspektrums
Nach der Theorie der Konfliktlinien (Cleavage-Theorie) entstehen Parteien immer entlang der großen Konflikte einer Gesellschaft. Der US-amerikanische Politologe Michael Coppedge betont dabei (1998), dass diejenigen Konfliktlinien die Parteienlandschaft prägen, die zum Zeitpunkt der Demokratisierung und der erstmaligen politischen Partizipation breiterer Bevölkerungsschichten im Vordergrund standen.
Der Grundkonflikt zwischen Liberalen und Konservativen, der die Parteienlandschaft der übrigen lateinamerikanischen Staaten deutlicher als in Chile prägte, wurde hier bereits in einer Zeit ausgefochten, als die Masse der Bevölkerung noch nicht an Wahlen teilnehmen konnte. Als im Bürgerkrieg von 1891 die Grundlagen eines parlamentarischen Regierungssystems verankert wurden, lag der wichtigste Cleavage noch in dem Streit zwischen Liberalen und Konservativen um den Einfluss der Kirche. Schon 1857 hatte sich mit den Konservativen eine klerikale Partei etabliert und vier Jahre später mit den Radikalen eine bürgerlich-säkulare. In der Phase von 1891 bis 1918 wurde der Kirchenkonflikt aber nach und nach von der seit den 1880er Jahren ins öffentliche Bewusstsein gerückten sozialen Frage und dem Klassenkampf zwischen Unternehmern und Arbeitern überlagert und in den Hintergrund gedrängt. Dieser Konflikt wurde in der zweiten Phase von 1918 bis 1958 zum vollends beherrschenden Thema. So entstand 1912 mit den (später zum Teil vereinigten) Arbeiterparteien die dritte Säule des Parteienspektrums. Die Wählerschaft und das Parteiensystem waren nun in drei ideologisch klar getrennte und etwa gleich starke Blöcke geteilt: Konservative, bürgerliche Mitte und Arbeiterproletariat. In den 1960er Jahren wandelte sich das System: Konservative und Liberale schlossen sich zusammen, die linksliberalen Radikalen verschwanden, als neue Kraft tauchten die Christdemokraten auf und die Linken schlossen sich zur Sammelbewegung Unidad Popular zusammen. Seit der Redemokratisierung nach dem Ende der Pinochet-Diktatur (vierte Phase) verläuft der entscheidende und für das Parteiensystem prägende Bruch zwischen Befürwortern und Gegnern des demokratischen Systems. Dieser Konflikt wird aktuell zunehmend von dem Streit um die Globalisierung und den neuen Wirtschaftsliberalismus verdrängt, der aus dem lateinamerikanischen und weltweiten Kontext in das Land hineingetragen wird.

#### Wahlrecht
Das Wahlrecht wurde in Chile in mehreren Phasen ausgeweitet:
- Nach 1833 durften nur Männer über 25 wählen, die bestimmte Kriterien an Einkommen und Vermögen erfüllten (Zensuswahlrecht). Als 1864 das Parteiensystem in seinen Grundzügen feststand, durften gerade einmal 0,01 % der Bevölkerung wählen.
- 1891–1918: Nachdem im Bürgerkrieg von 1891 das präsidiale Regime unterlegen war, folgte die Zeit der so genannten „Parlamentarischen Republik“. Trotzdem durften 1915 immer noch nur 5 % der Bevölkerung wählen.
- 1918–1958: 1925 trat eine von den Radikalen mitgestaltete neue Verfassung in Kraft, die das Zensussystem endgültig abschaffte und das Mindestalter für die Teilnahme an Wahlen auf 21 senkte. Trotzdem waren bis 1958 noch weniger als 20 % der Bevölkerung wahlberechtigt.
- 1958–1973:
  - Zwar wurde das Frauenwahlrecht bereits 1949 (anderen Quellen zufolge 1952) eingeführt, doch beteiligten sich Frauen erst seit Ende der 1950er Jahre in größerem Umfang an den Wahlen. Die Radikalen und die Linken hatten die Einführung des Frauenwahlrechts lange bekämpft, nicht ganz unbegründet, denn die Mehrzahl der Frauen wählte die Konservativen.
  - Außerdem führte die Land-Stadt-Wanderung dazu, dass viele ehemaligen Landarbeiter erstmals frei wählen konnten (und nicht mehr unter dem Druck lokaler Landbesitzer standen).
  - Gleichzeitig führte die stark steigende Alphabetisierung dazu, dass trotz des bis 1970 bestehenden Wahlverbots für Analphabeten immer mehr Menschen wählen konnten.
  - 1958 wurde auch das Wahlgeheimnis eingeführt.
- Das allgemeine Wahlrecht für alle Erwachsene kam erstmals bei den Präsidentschaftswahlen von 1970 zum Tragen.

### Parteiensystem bis 1973

#### Ursprünge des Parteiensystems
Nach der Stabilisierung der unabhängigen Republik Chile 1833 prägten zwei Gruppierungen das politische Bild: Die konservativen Pelucones („Perückenträger“) unter Diego Portales Palazuelos und Manuel Bulnes und die liberalen Pipiolos („Jüngelchen“), beides ursprünglich despektierliche Kampfbegriffe des jeweiligen politischen Gegners. Das Lager der Pelucones spaltete sich während der Amtszeit des Präsidenten Manuel Montt Torres in die kirchentreuen Konservativen, die in der Küsterfrage die Position des Erzbischofs Valdivieso verteidigten und sich in der bereits 1851 gegründeten Konservativen Partei sammelten, und die laizistischen Nationalisten, die eine Trennung von Staat und Kirche befürworteten und 1857 die Nationale Partei gründeten (nach dem von ihnen unterstützten Präsidenten Manuel Montt und seinem Innenminister Antonio Varas auch Montt-Varistas genannt). Aus den Pipiolos gingen 1861 die Liberale und zwei Jahre später die strikt antiklerikale Radikale Partei hervor, die nach und nach auch die meisten Nationalisten absorbierte (die Reste der Nationalen Partei fusionierten 1933 mit den Liberalen). Die Positionierung der um 1860 entstandenen politischen Parteien in Chile erfolgte also entlang einer religiös-säkularen Trennlinie. Die Liberale Partei fungierte in dem so entstandenen dreigeteilten System (Kirchentreue – Gemäßigte – Antiklerikale) als Mehrheitsbeschafferin für die anderen beiden, im Kirchenkonflikt zerstrittenen Parteien.

#### Aufkommen von Arbeiterparteien
Der Salpeterkrieg legte die Grundlage für das Entstehen einer chilenischen Industrie, mit ihr eines Proletariats und damit Arbeiterparteien. 1898 wurde mit der sociedad de resistencia (Widerstandsvereinigung) der erste Vorläufer der chilenischen Gewerkschaften von Eisenbahnarbeitern in Santiago gegründet. 1907 schlug das Militär einen Streik in Iquique mit großer Härte gegen die Streikenden und ihre Familien nieder. In der Schule Santa María wurden dabei nach heutigen Schätzungen etwa 2000 bis 3600 Menschen umgebracht (Massaker von Iquique). Im Jahr 1912 wurde die Sozialistische Arbeiterpartei (Partido Obrero Socialista POS) gegründet, die zehn Jahre später in Partido Comunista de Chile (Kommunistische Partei Chiles) umbenannt wurde.
1918 konnte ein Bündnis aus Liberalen und Radikalen die Mehrheit der Arbeiterstimmen gewinnen und stellte ab 1920 mit Arturo Alessandri Palma den Präsidenten. Doch der Aufschwung der linken Arbeiterparteien war nicht aufzuhalten. 1924/25 wurde die Kommunistische Partei zu den Wahlen zugelassen. 1933 wurde mit der Sozialistischen Partei die zweite wichtige Arbeiterpartei gegründet.

#### Institutionalisierung der Parteien
1914 wurden Parteien erstmals in einem Gesetzestext erwähnt (dem Wahlgesetz). In der Verfassung von 1925 wurden die Rechte der Parteien ausführlich festgelegt.

#### Die Zeit der Radikalen
1932 wurde die verfassungsmäßige Ordnung wiederhergestellt, und die Radikalen erwiesen sich in den folgenden zwanzig Jahren als führende Partei. Sie verstärkten den staatlichen Einfluss auf das Wirtschaftsleben und begannen mit der Importsubstituierenden Industrialisierung. Unter der konservativen Präsidentschaft der fünfziger Jahre wurde die kommunistische Partei verboten, und einige ihrer Führer und Unterstützer, darunter der Dichter Pablo Neruda, mussten ins Exil gehen.

#### Die Zeit der Christdemokraten
Großer Gegenspieler der Konservativen, die mit ihrem Kandidaten Jorge Alessandri 1958 zum letzten Mal die Präsidentschaftswahl gewannen, wurden die erst 1957 gegründeten Christdemokraten, die zwar strikt antikommunistisch, nach europäischen Maßstäben aber in Fragen der Sozialpolitik gemäßigt links eingestellt waren. Da sie durch ihre klare soziale Antwort auf die Frage der Landarbeiter für die Rechtsparteien als Partner nicht in Frage kamen, standen sich in den 1960er Jahren drei Parteigruppierungen unversöhnlich gegenüber: Die Nationalen, die Christdemokraten und die beiden Linksparteien.

#### Polarisierung und Unidad Popular
Die Kräfte der Linken gründeten 1969 die Unidad Popular (UP), ein Wahlbündnis, dem neben den Kommunisten, den Sozialisten und den Radikalen noch mehrere kleine marxistische und christliche Parteien angehörten. Dieses Bündnis stellte Salvador Allende, der schon 1964 für die Sozialistische Partei kandidiert hatte, als Präsidentschaftskandidaten für die Wahlen im Jahr 1970 auf.

### Die Diktatur
Unmittelbar nach dem Putsch verbot das Militärregime die linken Parteien der Unidad Popular. Ein großer Teil ihrer Parteiführung wurde gefoltert und umgebracht, die meisten anderen mussten ins Exil flüchten, wo Exilparteistrukturen aufgebaut wurden.

#### Verbot und Selbstauflösung der Parteien
Die Christdemokraten hatten den Putsch genau wie die Nationalen unterstützt. Beide Parteien hofften auf Beteiligungen an der neuen Regierung und eine nur kurze Zeit der Diktatur (wie sie es schon einmal für wenige Monate in den 1920er Jahren gegeben hatte). Trotzdem lösten sich die Nationalen auf und die Christdemokraten wurden „suspendiert“. Neben personeller Unterstützung aus den Mitte-rechts-Parteien setzte das Pinochet-Regime auf militärische Regierungsmitglieder und angeblich unpolitische technokratische Wirtschaftsberater (Chicago Boys).

#### Das Entstehen der Concertación
Während der Diktatur machten die meisten Parteien eine tiefgreifende Wandlung durch. Die Partido Socialista wurde sozialdemokratisch, die Christdemokraten gingen in die (auch illegale) Opposition zum Regime und öffneten sich für Kooperationen mit der PS. Dank ihrer Verwurzelung in der Kirche (die schon ab 1973 in Teilen Pinochet kritisch gegenüberstand) konnte die PCD zur größten oppositionellen Kraft werden. Als einige Parteien 1987 wieder zugelassen wurden (die PS nicht, als Ersatz wurde die Partido por la Democracia PPD gegründet), schufen Sozialisten, Christdemokraten und 15 andere Parteien das Bündnis Concertación de Partidos por el No, um für ein „Nein“ bei dem Plebiszit von 1989, und damit gegen die Diktatur unter Augusto Pinochet, zu werben. Aus diesem Bündnis ist die Concertación de Partidos por la Democracia entstanden, ein Parteienbündnis, das bis 2010 durchgehend den Präsidenten stellte.

### Parteien seit 1987

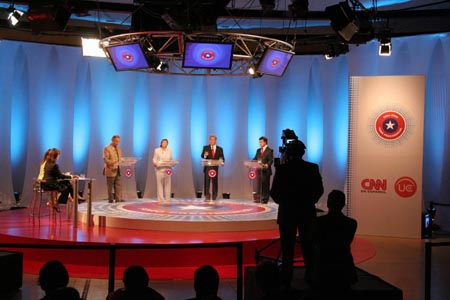
Rededuell am 19. Oktober 2005

Nach der mehr oder weniger oktroyierten Verfassung von 1980 sollte 1988 die Übergangszeit der Diktatur Pinochets zu Ende gehen. Deshalb wurden ab 1987 Parteien wieder zugelassen. Schon damals war die Gesellschaft tief gespalten in ihrem Urteil über die Diktatur, was am Ergebnis des Referendums von 1988 abzulesen ist, als 46 % der Wähler für weitere acht Jahre Präsidentschaft ihres Diktators stimmten. Diese Spaltung wird bis heute im Parteienspektrum deutlich. Die Concertación de Partidos por la Democracia ist aus den Oppositionsparteien hervorgegangen, die Alianza por Chile aus den beiden Parteien, die Pinochet bis zuletzt unterstützten. Grund für die Allianzenbildung ist außerdem das Binomiale Wahlsystem. Ganz anders als in den 1960er und 1970er Jahren herrscht jedoch im Bereich der Wirtschafts- und Sozialpolitik über die marktliberale und zum Weltmarkt offene Ausrichtung zwischen allen im Parlement vertretenen Parteien weitgehend Konsens. Auch das bis Ende der 1990er Jahre sehr scharfe Cleavage zwischen pinochetistas und den Gegnern des Exdiktators scheint sich abzuschwächen. Zum Beispiel wurde 2005 eine demokratische Verfassungsreform mit einer Zweidrittelmehrheit von beiden Kammern angenommen. Auch ein Auseinanderbrechen der Parteienbündnisse wird so wahrscheinlicher.
Die Wahlkämpfe Chiles gehören zu den teuersten der Welt. Der sehr amerikanisierte Wahlkampf mit Rededuellen und gewaltigen Fernsehkampagnen kostet Chile etwa 1 % des BIP, relativ zur Wirtschafts doppelt so viel wie in den USA.

#### Concertación
Die Concertación de Partidos por la Democracia ist ein Bündnis von vier Mitte-links-Parteien, die sich aktiv am Sturz der Militärdiktatur beteiligt haben. Das sich aus den Parteien „Christlich-Demokratische Partei“ (Partido Demócrata Cristiano, PDC), „Radikale und Sozialdemokratische Partei“ (Partido Radical Social Demócrata, PRSD), „Demokratische Partei“ (Partido por la Democracia, PPD) sowie „Sozialistische Partei“ (Partido Socialista, PS) zusammensetzende Bündnis stellt 2009 57 von 120 Parlamentsabgeordneten. Die PDC ist die stärkste politische Kraft im Bündnis, gefolgt von der PPD und der PS sowie der PRSD.

#### Alianza por Chile

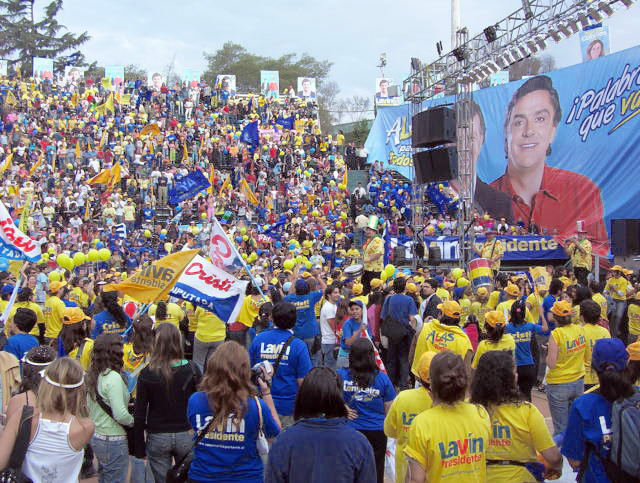
Abschlusskundgebung der UDI am 7. Dezember 2005

Die Alianza por Chile ist ein rechtskonservatives Bündnis der Parteien „konservative Nationale Erneuerungspartei“ (Renovación Nacional, RN), die in der Tradition der Nationalen Partei steht, und „Unabhängige Demokratische Union“ (Unión Demócrata Independiente, UDI), die als Interessenvertreterin des Militärs in der Tradition der Diktatur steht. Die UDI wurde 1983 Jaime Guzmán Errázuriz gegründet. Beide haben 1989 für eine Verlängerung der Militärdiktatur geworben haben. Die UDI stellt 33 Abgeordnete, die RN 19 Abgeordnete. Zusammen mit unabhängigen Kandidaten stellt die Alianza 57 von 120 Parlamentsabgeordneten.
Inzwischen haben sich beide Parteien etwas von der Diktatur gelöst. Besonders die RN hat eine junge Parteiführung, die persönlich nicht in Verbrechen unter Pinochet verwickelt ist.
Die beiden Oppositionsführer Joaquín Lavín (UDI) und Sebastián Piñera (RN) gelten als erbitterte Rivalen. Beide sind bei den Präsidentschaftswahlen am 11. Dezember 2005 gegeneinander und gegen Michelle Bachelet angetreten. Sebastián Piñera, der sich kritisch über die Militärdiktatur äußert, wollte in einem zweiten Wahlgang auch die Stimmen der christdemokratischen Wähler erringen und somit die seit 1988 bestehende Konfrontation zwischen dem Linksblock und dem Rechtsblock zugunsten einer neuen Mitte aus Christdemokraten und RN aufbrechen. Allerdings kündigte er sofort nach der Wahl als zweitplatzierter an, Lavín in sein Team an wichtiger Stelle einzubinden.

#### Juntos Podemos Más
Das Linksbündnis Juntos Podemos Más (gemeinsam können wir mehr, Podemos ist jedoch ein Akronym für Poder Democrático Social) umfasst die Christliche Linke, die Humanistische Partei, die Kommunistische Partei sowie einige kleinere linke und linksliberale Parteien. Aufgrund des binomialen Wahlrechts waren diese Parteien jedoch bis 2009 nicht im Parlament vertreten, bei diesen Wahlen gelang durch ein Wahlbündnis mit der Concertación 3 kommunistischen Abgeordneten der Einzug ins Parlament.

## Wahlergebnisse
Anders als beispielsweise in Deutschland gibt es in Chile beim Wahlverhalten große Unterschiede zwischen den Geschlechtern. Bei allen wichtigen nationalen Wahlen seit 1989 haben Frauen tendenziell rechter gewählt und Männer eher links. Bei der Präsidentschaftswahl konnte die linke Kandidatin Bachelet diese Tendenz umkehren.
Regional dagegen sind die Unterschiede relativ gering. Die II., III., IV. und XII. Region wählen relativ links, die I., V.,IX., X. und XI. und zum Teil auch die Región Metropolitana wählen etwas rechter als der Durchschnitt, doch sind die Abweichungen generell nicht sehr groß.

### Präsidentschaftswahlen seit 1989
| Präsidentschaftswahlen Anteil an abgegebenen Stimmen. (in Klammern: Name des Kandidaten und Partei) Quelle: Website des chilenischen Innenministeriums |                                     |                          |                               |                                                            |                              |      |
| Allianz | 1989                                | 1993                     | 1999/2000                     | 2005/2006                                                  | 2009/2010                    | 2013 |
| Concertación | 55,2 % (Aylwin, PDC)                | 57,9 % (Frei, PDC)       | 47,96 % (51,3 %) (Lagos, PS)  | 46,0 % (54 %) (Bachelet, PS)                               | 29,6 % (48,4 %) (Frei, PDC)  |      |
| Alianza por Chile | 29,4 % / 15,4 % (Büchi / Errázuriz) | 24,3 % (Alessandri, UDI) | 47,51 % (48,7 %) (Lavín, UDI) | 25,4 % / 23,2 % (46 %) (Piñera, RN / Lavín, UDI, (Piñera)) | 44,1 % (51,6 %) (Piñera, RN) |      |

### Abgeordnetenhaus seit 1989
| Das 4. Parteiensystem (seit 1989): Sitze im Abgeordnetenhaus (in Klammern: Anteil an abgegebenen Stimmen) Quelle: Website des chilenischen Innenministeriums |             |             |             |             |             |              |
| Allianz/Partei | 1989        | 1993        | 1997        | 2001        | 2005        | 2009         |
| Concertación | 69 (51,5 %) | 70 (55,4 %) | 69 (50,5 %) | 62 (47,9 %) | 65 (51,8 %) | 57 (44,4 %)1 |
| DC | 38 (26,0 %) | 37 (27,1 %) | 38 (23,0 %) | 23 (18,9 %) | 20 (20,8 %) | 19 (14,2 %)  |
| PS | -           | 15 (11,9 %) | 11 (11,1 %) | 10 (10,0 %) | 15 (10,1 %) | 11 (10,0 %)  |
| PPD | 16 (11,5 %) | 15 (11,8 %) | 16 (12,6 %) | 20 (13 %)   | 21 (15,4 %) | 18 (12,7 %)  |
| PR / PRSD | 5 (3,9 %)   | 2 (3,0 %)   | 4 (3,1 %)   | 6 (4,1 %)   | 7 (3,5 %)   | 5 (3,8 %)    |
| Unabhängige der Concerta, andere | 10 (9,9 %)  | 1 (0,7 %)   | 0 (0,8 %)   | 3 (2,2 %)   | 2 (2,0 %)   | 1 (1,8 %)    |
| Alianza por Chile/Coalición por el Cambio | 48 (34,2 %) | 50 (36,7 %) | 47 (36,2 %) | 57 (44,3 %) | 54 (38,7 %) | 58 (43,4 %)  |
| UDI | 11 (9,8 %)  | 15 (12,1 %) | 17 (14,5 %) | 31 (25,2 %) | 33 (22,4 %) | 37 (23,0 %)  |
| RN | 29 (18,3 %) | 29 (16,3 %) | 23 (16,8 %) | 18 (13,8 %) | 19 (14,1 %) | 18 (17,8 %)  |
| Unabhängige der Alianza, andere | 8 (6,1 %)   | 6 (8,0 %)   | 7 (5,0 %)   | 8 (5,3 %)   | 2 (2,2 %)   | 3 (2,3 %)    |
| Linke (Podemos etc.) | 2 (5,3 %)   | 0 (7,8 %)   | 0 (10,4 %)  | 0 (6,3 %)   | 0 (7,4 %)   | (3 (2,0 %))1 |
| Rest (Regional, Unabh., Prog.) | 1 (8,7 %)   | 0 (0,11 %)  | 4 (2,8 %)   | 1 (1,5 %)   | 1 (2,1 %)   | 5 (12,2 %)   |
| gesamt gewählt | 120         | 120         | 120         | 120         | 120         | 120          |

1) Bei den Parlamentswahlen 2009 traten Die Concertación und Juntos Podemos Más in einem Wahlbündnis an, die 3 Sitze der PCCh sind in den 57 Sitzen der Concertación enthalten.

### Senat seit 1989
Der Senat wurde 1989 komplett gewählt (38 gewählt). Dazu kamen 9 ernannte Senatoren (seit 2006 abgeschafft), die meist auf der Seite der Alianza standen. Im Folgenden wurden in den Jahren 1993, 2001, 2009 … in den Regionen I., III., V., VII., IX., XI. gewählt und in den Jahren 1997, 2005, … in den Regionen II., IV. VI., VIII., X., XII. und Metropolitana. Die Regionen I. – IV. und X. – XII. stellen dabei je zwei Senatoren und die Regionen V. – IX. und Metropolitana je vier. Deshalb werden abwechselnd 18 und 20 Senatssitze neu gewählt. Gewählt wird ebenfalls nach dem Binomiales Wahlsystem. Bisher wurde bei jeder Wahl in jeder Region die Senatssitze symmetrisch an die Concertación und die Alianza pro Chile (bzw. deren Vorläuferbündnisse) vergeben, außer
- 1989 in der VI. Region (O’Higgins): 2 Concertación, 0 Alianza
- 1989 in der VII. Region (Maule): 3 Concertación, 1 Alianza
- 1989 in der XII. Region (Magallanes): 2 Concertación, 0 Alianza
- 1993 in der VII. Region (Maule): 4 Concertación, 2 Alianza
- 1997 in der XIII: Region (Bío Bío): 3 Concertación, 1 Alianza

| Das 4. Parteiensystem (seit 1989): Sitze im Senat Alle vier Jahre steht etwa der halbe Senat zur Wahl. (in Klammern: Anteil an abgegebenen Stimmen) Quelle: Website des chilenischen Innenministeriums |      |      |      |      |           |      |
| Allianz/Partei | 1989 | 1993 | 1997 | 2001 | 2005      | 2009 |
| Concertación | 21   | 10   | 11   | 9    | 11        | 91   |
| DC | 14   | 0    | 10   | 2    | 5         | 4    |
| PS | -    | 3    | 1    | 4    | 4         | 2    |
| PPD | 3    | 3    | 0    | 2    | 1         | 3    |
| PR / PRSD | 2    | 4    | 0    | 0    | 1 (2 %)   | 0    |
| Unabhängige der Concerta | 2    | 0    | 0    | 0    | 0 (1 %)   | 0    |
| Concertación gesamte Sitze | 21   | 21   | 21   | 19   | 19        | 19   |
| Alianza por Chile | 17   | 8    | 9    | 9    | 8         | 9    |
| UDI | 3    | 2    | 7    | 5    | 5         | 3    |
| RN | 5    | 5    | 2    | 4    | 3         | 6    |
| Unabhängige der Alianza | 9    | 1    | 0    | 0    | 0         | 0    |
| Alianza gesamte Sitze | 17   | 17   | 17   | 19   | 19        | 16   |
| Rest (Podemos, Unab.) | 0    | 0    | 0    | 0    | 1         | 01   |
| gesamt neu gewählt | 38   | 18   | 20   | 18   | 20        | 18   |
| Ernannte Senatoren | 9    | 9    | 9    | 9    | - (ab 06) |      |
| Gesamter Senat | 47   | 47   | 47   | 47   | 38        | 38   |

1) Bei den Parlamentswahlen 2009 traten die Concertación und Juntos Podemos Más in einem Wahlbündnis an.

### Präsidentschaftswahlen 1952–1970
| Wahl vom 4. September 1952 |           |                             |
| Wahlberechtigt             | 1.105.023 | 18,4 % der Bevölkerung      |
| Wahlbeteiligung            | 957.102   | 86,6 % der Wahlberechtigten |
| Carlos Ibáñez del Campo    | 446.439   | 46,8 %                      |
| Arturo Matte               | 265.357   | 27,8 %                      |
| Pedro Alfonso              | 190.360   | 19,9 %                      |
| Salvador Allende           | 51.975    | 5,5 %                       |

| Wahl vom 4. September 1958 |           |                             |
| Wahlberechtigt             | 1.497.902 | 21,8 % der Bevölkerung      |
| Wahlbeteiligung            | 1.250.350 | 83,5 % der Wahlberechtigten |
| Jorge Alessandri           | 389.909   | 31,6 %                      |
| Salvador Allende           | 356.493   | 28,8 %                      |
| Eduardo Frei Montalva      | 255.769   | 20,7 %                      |
| Luis Bossay                | 192.077   | 15,6 %                      |
| Antonio Zamorano           | 41.304    | 3,3 %                       |

| Wahl vom 4. September 1964 |           |                             |
| Wahlberechtigt             | 2.915.121 | 36,6 % der Bevölkerung      |
| Wahlbeteiligung            | 2.530.697 | 86,8 % der Wahlberechtigten |
| Eduardo Frei               | 1.409.012 | 46,1 %                      |
| Salvador Allende           | 977.902   | 38,9 %                      |
| Julio Durán                | 125.233   | 5,0 %                       |

| Wahl vom 4. September 1970 |           |                             |
| Wahlberechtigt             | 3.539.747 | 36,2 % der Bevölkerung      |
| Wahlbeteiligung            | 2.954.799 | 83,5 % der Wahlberechtigten |
| Salvador Allende           | 1.070.334 | 36,6 %                      |
| Jorge Alessandri           | 1.031.159 | 35,3 %                      |
| Radomiro Tomic             | 821.801   | 28,1 %                      |

### Abgeordnetenhaus 1925–1972
| Wahlen zum Abgeordnetenhaus (Cámara de Diputados) von 1925 bis 1972. Anteil der Stimmen in %. |      |      |      |      |      |      |      |      |      |      |                |      |
| Partei                                                                                        | 1925 | 1932 | 1937 | 1941 | 1945 | 1949 | 1953 | 1957 | 1961 | 1965 | 1969           | 1972 |
| Konservative (PCU)                                                                            | 19,8 | 19,0 | 21,3 | 17,2 | 23,6 | 21,1 | 10,1 | 13,7 | 14,7 | 5,3  | 20,4 (mit PL)  |      |
| Liberale (PL und Vorgänger)                                                                   | -    | 18,3 | 20,7 | 14,0 | 17,9 | 18,0 | 10,9 | 15,4 | 16,6 | 7,5  | 20,4 (mit PCU) |      |
| Radikale (PR)                                                                                 | 21,4 | 18,1 | 18,6 | 20,7 | 20,0 | 21,7 | 13,3 | 21,5 | 22,2 | 13,7 | 13,6           | 3,6  |
| Sozialisten (PS)                                                                              | -    | 5,7  | 11,2 | 16,8 | 7,2  | 3,4  | 5,4  | 4,4  | 11,2 | 10,6 | 12,7           | 18,4 |
| Kommunisten (PC)                                                                              | -    | 1,0  | 4,2  | 14,6 | 10,2 | -    | -    | -    | 11,8 | 12,7 | 16,7           | 16,0 |
| Christdemokraten (DC)                                                                         | -    | -    | -    | -    | -    | -    | -    | -    | 16,0 | 43,6 | 31,0           |      |
| UP (PS, PC, PR, PSD, MAPU, API, CI)                                                           | -    | -    | -    | -    | -    | -    | -    | -    | -    | -    |                | 43,3 |

## Gewerkschaften und Unternehmerverbände
Traditionell haben sowohl Unternehmer als auch Gewerkschaften in der Politik Chiles ein hohes Gewicht. Auf Arbeitnehmerseite tritt vor allem der Gewerkschaftsdachverband Central Unitaria de Trabajadores de Chile (CUT) als politischer Akteur auf, während die Gewerkschaften anders als in Deutschland nur auf Betriebsebene organisiert und deshalb sehr zersplittert sind. Auf Arbeitgeberseite ist weniger der Dachverband Confederación de la Producción y del Comercio (CPC, ehemals COPROCO) als vielmehr der direkte Einfluss der großen Konzerne und Konglomerate entscheidend. Diese Grupos económicos hatten ihre größte Bedeutung in der ersten Hälfte des Pinochet-Regimes (1973–1982), aber dominieren bis heute weite Teile der Wirtschaft und haben großen Einfluss auf die Politik.